# غاريت هاردين
غاريت هاردين (بالإنجليزية: Garrett Hardin)‏ هو إحصائي وأحيائي أمريكي، ولد في 21 أبريل 1915 في دالاس في الولايات المتحدة، وتوفي في 14 سبتمبر 2003 في سانتا باربارا في الولايات المتحدة بسبب تسمم.

## وصلات خارجية
- غاريت هاردين على موقع IMDb (الإنجليزية)